# Dysphania affluens
Dysphania affluens là một loài bướm đêm trong họ Geometridae.